# E3 Harelbeke 1974
De E3 Harelbeke 1974 is de zeventiende editie van de wielerklassieker E3 Harelbeke en werd verreden op 23 maart 1974. Herman Vanspringel kwam na 226 kilometer als winnaar over de streep. De gemiddelde uursnelheid van de winnaar was 40,97 km/u.

## Uitslag
| Rang | Naam               | Tijd  |
| ---- | ------------------ | ----- |
| 1    | Herman Vanspringel | 5u31' |
| 2    | Freddy Maertens    | z.t.  |
| 3    | Frans Verbeeck     | +8"   |
| 4    | Walter Godefroot   | z.t.  |
| 5    | Eddy Peelman       | z.t.  |
| 6    | Gerben Karstens    | z.t.  |
| 7    | Frans Van Looy     | z.t.  |
| 8    | Eric Leman         | z.t.  |
| 9    | Marc Demeyer       | z.t.  |
| 10   | Marc Lievens       | z.t.  |